# Национальный теннисный центр России имени Хуана Антонио Самаранча
Национальный теннисный центр России имени Хуана Антонио Самаранча — теннисный центр, расположенный в городе Москва (Россия) в пойме Химкинского водохранилища. Назван в честь почетного пожизненного президента Международного олимпийского комитета маркиза Х. А. Самаранча.
Официальное открытие НТЦ состоялось в сентябре 2009 года, однако первые открытые корты были введены в эксплуатацию ещё в 2005 году. В составе центра 10 открытых грунтовых кортов, 2 открытых песчаных площадки для игры в пляжный теннис, 8 крытых тренировочных кортов, открытый демонстрационный грунтовый корт с раздвижными трибунами, залы ОФП, фитнесса, восстановления после игр и тренировок, береговой причальный комплекс. К планирующемуся к проведению на кортах НТЦ турниру WTA 5 игровых кортов будут оснащены трибунами, также будут построены административные помещения и зоны отдыха.
На кортах центра проводятся детские теннисные турниры РТТ «Nike Junior tour Russia», первенство России среди девушек 16 лет и моложе, личное и парное первенство России среди юношей и девушек 18 лет и моложе, соревнования среди теннисистов-колясочников, ветеранские турниры.

## Турниры
В 2012 году в НТЦ прошли:
- турнир «Легенды тенниса»[4] — команда России против команды звезд мира с участием Евгения Кафельникова, Марата Сафина, Елены Дементьевой, Горана Иванишевича, Мартины Хингис, Мансура Барами, руководили командами Шамиль Тарпищев и Бьорн Борг;
- турнир из цикла женских турниров ITF с призовым фондом $25000[5];
- чемпионат Европы среди юниоров;
- первый командный чемпионат мира по пляжному теннису[6].

По решению ITF командные чемпионаты мира по пляжному теннису 2013 и 2014 годов также пройдут на кортах НТЦ.
В 2018 году на кортах НТЦ проводился турнир WTA категории International «Moscow River Cup 2018».